# Université du Québec
 (juin 2018).
L’Université du Québec est un réseau universitaire québécois, créé par le gouvernement du Québec en 1968 et qui comprend dix établissements.
Elle a pour but la coopération entre les établissements membres.  
En 2024, on y dénombre plus de 100 000 étudiants fréquentant les quelque 1 300 programmes offerts par les établissements du réseau. Par ailleurs, plus de 7 000 professeurs et chargés de cours assurent dans le quotidien la mission universitaire d'enseignement et de recherche.

## Historique
Depuis l’élection du gouvernement de Jean Lesage en juin 1960 et la publication du rapport Parent en 1963, le Québec est engagé dans un processus de renouvellement en profondeur de son système d’éducation. Les besoins d’alors sont criants : le Québec, qui ne possède que trois universités francophones en 1959, doit amorcer un rattrapage. Dès les premières années de la décennie 60, plusieurs initiatives ponctuelles serviront d’impulsion à la démocratisation de l’enseignement universitaire et à son accessibilité en région, mais il faudra attendre à 1968 pour que naisse une nouvelle université.
En décembre 1968, la loi 88, votée à l’Assemblée nationale, crée l’Université du Québec. C’est l’aboutissement de deux décennies de transformation de l’enseignement supérieur au Québec et le reflet de la conjoncture bien particulière de la fin des années 60. La loi prévoit que l’Université du Québec sera une université publique et d’État en réseau : chaque établissement y jouira d’une personnalité juridique autonome, mais fera intégralement partie d’une seule et même université. On prévoit l’ouverture en septembre 1969 des premiers campus de Montréal, de Chicoutimi et de Trois-Rivières.
En 1969, elle fonde les Presses de l'Université du Québec.
Laïque, par opposition aux autres universités québécoises, l’Université du Québec est une université « nouvelle » plus encore qu’une nouvelle université. Dotée d’un triple mandat — favoriser l’accessibilité à l’éducation universitaire, réaliser la formation des maîtres et contribuer au développement scientifique et des régions d’ici — l’Université du Québec entame sa jeune existence dans une société en pleine ébullition.

### Identité visuelle (logotype)

Logo jusqu'en 2005
Logo de 2005 à décembre 2022.
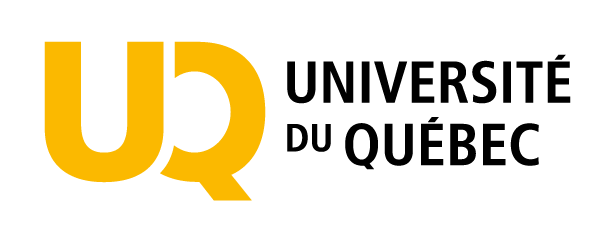
Logo depuis décembre 2022.

## Établissements du réseau
- Université du Québec à Montréal (UQAM)
- Université du Québec à Trois-Rivières (UQTR)
- Université du Québec à Chicoutimi (UQAC)
- Université du Québec à Rimouski (UQAR)
- Université du Québec en Outaouais (UQO)
- Université du Québec en Abitibi-Témiscamingue (UQAT)
- Institut national de la recherche scientifique (INRS)
- École nationale d'administration publique (ENAP)
- École de technologie supérieure (ETS)
- Université TÉLUQ

## Personnalités liées à l'université

### Professeurs
- Pierre Dansereau,  écologiste scientifique reconnu pour ses recherches sur les écosystèmes.
- Mgr René Guay, 9e évêque de Chicoutimi, au département des sciences religieuses et d'éthique.

### Doctoratshonoris causa
- 1977 - Roland Giroux
- 1978 - Wilfrid Pelletier
- 1978 - Armand Frappier
- 1979 - Lionel Boulet
- 1979 - Anne Hébert
- 1979 - René Lecavalier
- 1982 - Fernand Dumont
- 1982 - Félix Leclerc
- 1983 - Marcel Dutil
- 1983 - Pierre-Louis Mallen
- 1984 - Edwin Bélanger
- 1984 - Xavier Deniau
- 1984 - Paul Hébert
- 1984 - Fernand Séguin
- 1984 - Marcel Trudel
- 1985 - Raymond Blais
- 1985 - Pierre Péladeau
- 1986 - Naomi Bronstein
- 1986 - Robert Després
- 1987 - Louis Quilico
- 1987 - Seydou Madani Sy
- 1988 - Guy Bertrand
- 1988 - Ludmilla Chiriaeff
- 1988 - Pierre-Jean Jeanniot
- 1989 - Jean Lapointe
- 1992 - Juvénal Habyarimana
- 1992 - Gilles Boulet
- 1992 - Marcel Massé
- 2000 - Maurice Boisvert
- 2008 - Alain Juppé
- 2008 - Frédéric Back
- 2008 - Franco Dragone
- 2008 - Stephen A. Jarislowsky
- 2009 - Jean-François Dhainaut
- 2010 - Richard W. Pound
- 2018 - Charles E. Beaulieu
- 2018 - Claude Corbo
- 2018 - Yves Martin

## Collaboration audiovisuelle
Le Réseau de l'Université du Québec a collaboré en 2023 avec la chaîne Savoir média dans le cadre de la production de la série La bataille pour la forêt.

## Hommages toponymiques
La place de l'Université-Du-Québec a été nommée en 2003, en l'honneur de la présence de l'Université du Québec au centre-ville de la ville de Québec.